# Bruno Manfellotto

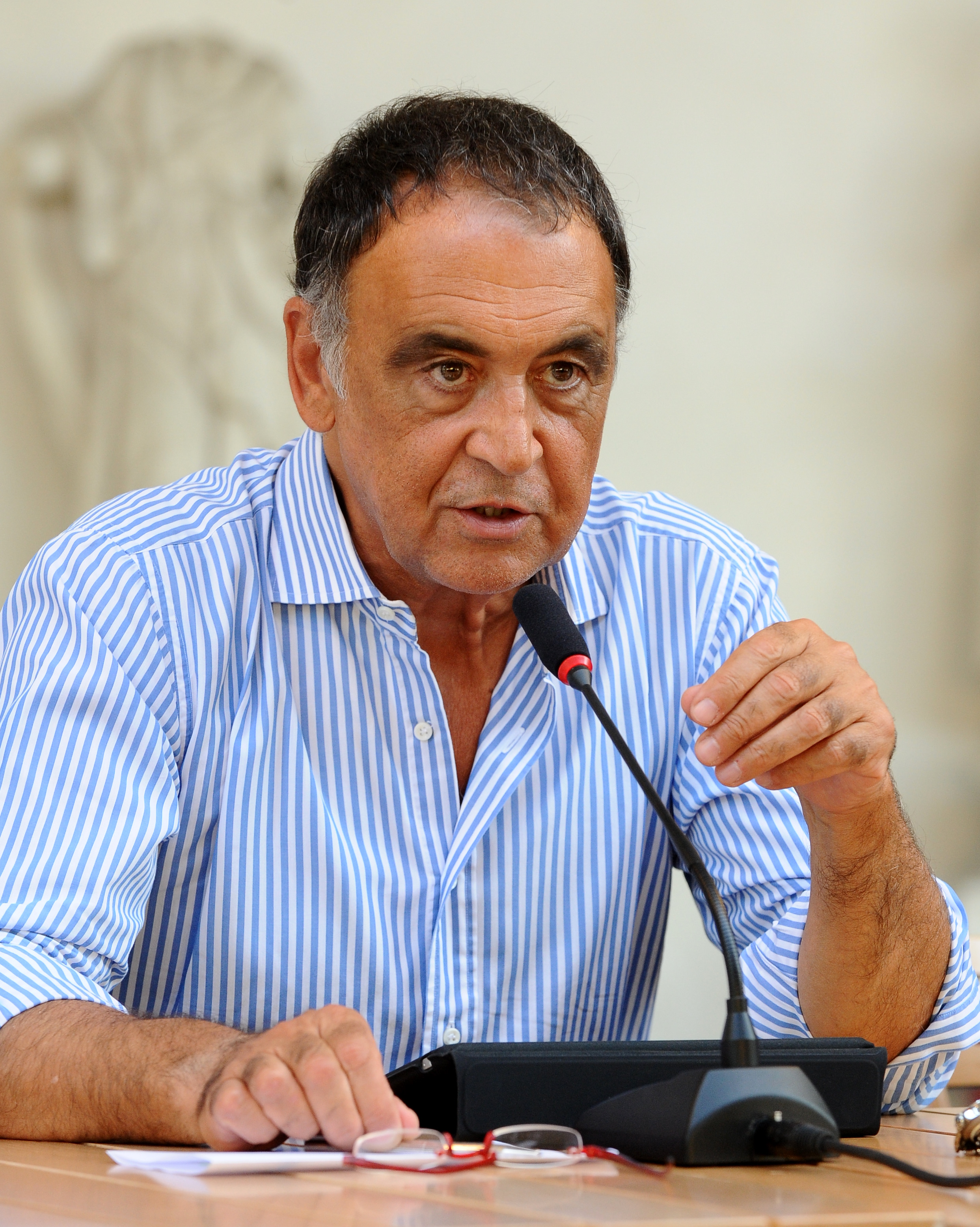
Bruno Manfellotto

Bruno Manfellotto (Napoli, 22 marzo 1949) è un giornalista italiano.

## Biografia
Figlio del giornalista del Corriere della Sera Rosario Manfellotto, dopo le prime collaborazioni con riviste di cinema entra nel quotidiano pomeridiano Paese Sera.
Negli anni ottanta passa al settimanale Panorama, dove tratta temi economici e politici. Di questa testata ha diretto prima la redazione di Roma e poi quella centrale, sotto la direzione di Claudio Rinaldi.
È successivamente vicedirettore de l'Espresso (dal 1992 per cinque anni), direttore della Gazzetta di Mantova e quindi del quotidiano livornese Il Tirreno.
Nel 2003 pubblica il saggio S-profondo nord: viaggio nella Padania che non ti aspetti, un'indagine sugli aspetti negativi e poco noti del nord Italia.
Dal 12 agosto 2010 al 9 ottobre 2014 è stato direttore de l'Espresso. Attualmente è editorialista de L'Espresso e de Il Piccolo.